# Zatoki opony twardej

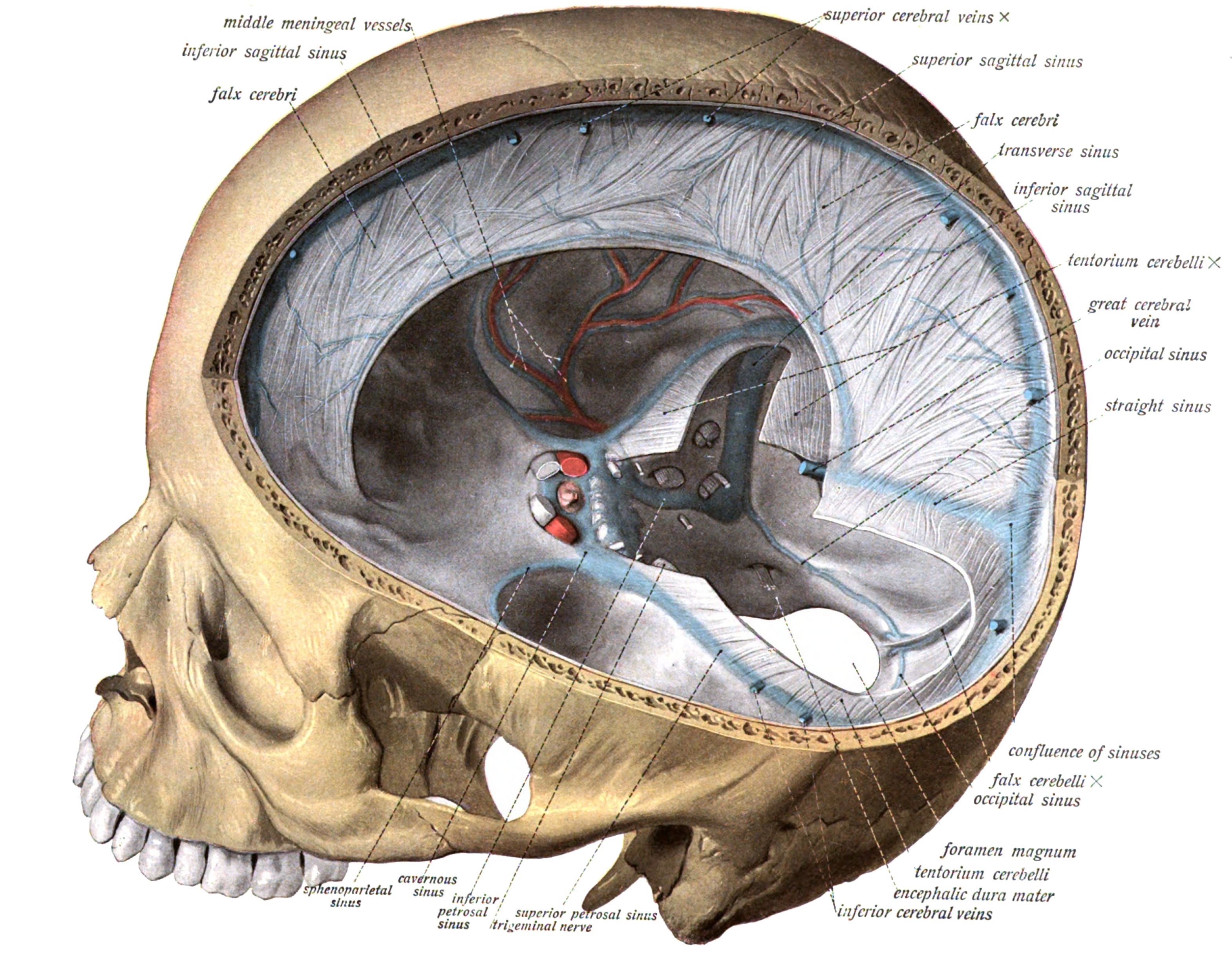
Zatoki opony twardej oraz części tętnicy szyjnej wewnętrznej

Zatoki opony twardej (łac. sinuses durae matris) – w anatomii człowieka układ przestrzeni znajdujących się pomiędzy blaszkami opony twardej, odprowadzający krew z mózgowia, większej części oczodołu, błędnika, opony twardej oraz czaszki, z którego krew uchodzi do żyły szyjnej wewnętrznej. Są one odpowiednikiem układu żylnego kanału kręgowego, który leży w jamie nadtwardówkowej. W jamie czaszki jama nadtwardówkowa nie istnieje, gdyż obie blaszki opony twardej zrastają się ze sobą przy czym zewnętrzna blaszka opony stanowi okostną jamy czaszki. Powstają one więc z przekształcenia żył zewnątrzoponowych. Duże zatoki żylne biegną w swoich bruzdach położonych na wewnętrznej powierzchni kości czaszki. Przepływ krwi w zatokach następuje zasadniczo od przodu i góry ku tyłowi i do dołu. 

## Budowa
Zatoki opony twardej zbudowane są z tkanki łącznej włóknistej zwartej, ich wnętrze wyłożone jest śródbłonkiem. Ich ściany pozbawione są błony mięśniowej, nie mają też zastawek. W zatoce strzałkowej górnej i w zatoce jamistej znajdują się siatki tkanki łącznej. 

## Elementy składowe układu

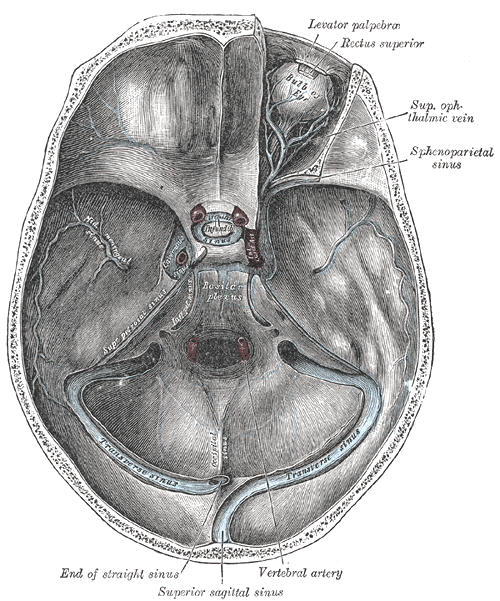
Podstawa czaszki widziana od strony jamy czaszki. Widoczne zatoki: poprzeczna (Transverse sinus), przechodząca ku przodowi i w dół w zatokę esowatą. Nieco do boku i ku górze zatoka skalista górna (Sup. petrosal sinus) oraz połączenia zatoki jamistej z żyłami oczodołu. Centralnie widoczny jest splot podstawny (Basilar plexus)

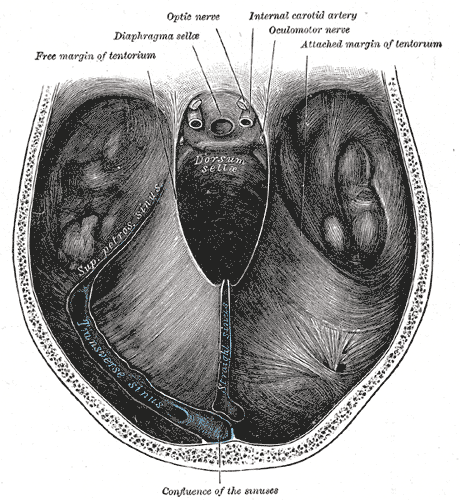
Jama czaszki – widok z góry. Zaznaczony u dołu spływ zatok (Confluence of the sinuses) oraz zatoka prosta (Straight sinus), zatoka poprzeczna (Transverse sinus) oraz zatoka skalista górna (Sup. petrosal sinus).

W anatomii zatoki żylne dzieli się na dwie grupy – górną (tylno-górną) i dolną (przednio-dolną). Każda z grup posiada jedno miejsce zbiorcze, do którego uchodzi kilka zatok. Dla grupy górnej punktem zbiorczym jest spływ zatok. Przyjmuje on krew z żył mózgowia i jamy czaszki, odprowadzając ją dalej przez zatokę poprzeczną do otworu szyjnego. Grupa dolna ma punkt zbiorczy w zatoce jamistej. Przyjmuje ona krew głównie z żył ocznych i dalej drogą zatok skalistych i zatoki esowatej odprowadza ją do żyły szyjnej wewnętrznej. 
Do układu zatok żylnych opony twardej uchodzą następujące żyły:
- żyły mózgowia
- żyły opony twardej
- żyły błędnika
- żyły oczne
- żyły śródkościa[9]

| grupa                      | zatoka                    | nazwa łacińska                | ujście                          |
| -------------------------- | ------------------------- | ----------------------------- | ------------------------------- |
| grupa górna                |                           |                               |                                 |
| zatoka strzałkowa górna    | sinus sagittalis superior | spływ zatok                   |                                 |
| zatoka strzałkowa dolna    | sinus sagittalis inferior | zatoka prosta                 |                                 |
| zatoka prosta              | sinus rectus              | spływ zatok                   |                                 |
| zatoka poprzeczna          | sinus transversus         | zatoka esowata                |                                 |
| zatoka esowata             | sinus sigmoideus          | żyła szyjna wewnętrzna        |                                 |
| zatoka potyliczna          | sinus occipitalis         | żyła szyjna wewnętrzna        |                                 |
| spływ zatok                | spływ zatok               | confluens sinuum              | prawa i lewa zatoka poprzeczna  |
| grupa dolna                |                           |                               |                                 |
| zatoka jamista             | sinus cavernosus          | górna i dolna zatoka skalista |                                 |
| zatoki międzyjamiste       | sinus intercavernosi      | zatoka jamista                |                                 |
| zatoka klinowo-ciemieniowa | sinus sphenoparietalis    | zatoka jamista                |                                 |
| zatoka skalista górna      | sinus petrosus superior   | zatoka esowata                |                                 |
| zatoka skalista dolna      | sinus petrosus inferior   | żyła szyjna wewnętrzna        |                                 |
| splot podstawny            | splot podstawny           | plexus basiliaris             | zatoka jamista i skalista dolna |

## Zespolenia

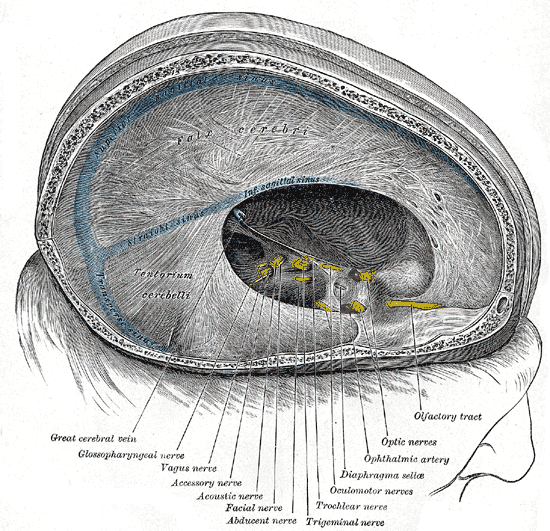
Jama czaszki – widok od strony prawej. Widoczny zaznaczony sierp mózgu (falx cerebri) oraz namiot móżdżku (tentorium cerebelli), a także zatoka strzałkowa górna, zatoka prosta i zatoka poprzeczna

Układ zatok żylnych opony twardej łączy się z żyłami powierzchownymi czaszki za pośrednictwem żył wypustowych:
- żyła wypustowa sutkowa łączy zatokę esowatą z żyłą uszną tylną lub żyłą potyliczną.
- żyła wypustowa ciemieniowa łączy zatokę strzałkową górną z żyłą skroniową powierzchowną
- żyła wypustowa potyliczna łączy spływ zatok lub zatokę poprzeczną z żyłą potyliczą
- żyła wypustowa kłykciowa łączy zatokę esowatą ze splotem żylnym kręgowym zewnętrznym lub rzadziej z żyłą kręgową.

Zatoki żylne łączą się także z żyłami śródkościa, a za ich pośrednictwem z zewnętrznymi żyłami czaszki.
Istnieją także drobne, ale bardzo znaczące połączenia układu zatok żylnych jamy czaszki:
- z żyłą twarzową poprzez żyłę oczną górną i żyłę kątową z zatoką jamistą[3] (trójkąt śmierci)
- ze splotami żylnymi kanałów kostnych podstawy czaszki:
  - żyła wypustowa otworu ślepego – występuje u płodu i dzieci, później zwykle zanika. Łączy ona strop jamy nosowej z zatoką strzałkową górną. Może być ona drogą, którą zakażenia z jamy nosowej dostają się do jamy czaszki, będą przyczyną powikłań wewnątrzczaszkowych
  - żyła wypustowa otworu owalnego – na podstawę czaszki dostaje się przez otwór owalny do splotu skrzydłowego
- ze splotem żylnym kręgowym wewnętrznym przez splot podstawny poprzez otwór wielki[3]
- ze splotem żylnym tętnicy szyjnej wewnętrznej – splot ten oplata tętnicę szyjną wewnętrzną, następnie opuszcza jamę czaszki przez kanał tętnicy szyjnej i wpada do splotu skrzydłowego. Z punktu widzenia klinicznego ma on duże znaczenie gdyż może być źródłem powikłań wewnątrzczaszkowych prowadzących z twarzoczaszki ze splotu skrzydłowego do zatoki jamistej
- ze splotem żylnym kanału nerwu podjęzykowego – towarzyszy nerwowi podjęzykowemu. Łączy zatokę potyliczną z opuszką żyły szyjnej wewnętrznej[11].

## Główne odmiany
- spływ zatok może być asymetryczny i w różnym stopniu rozwinięty z obu stron[12]
- zatoka strzałkowa górna może dzielić się na dwie odnogi[12]
- jedna z zatok poprzecznych może być bardzo słabo rozwinięta[12]
- zatoka jamista może być bardzo mała[13]
- zatoka międzyjamista tylna może nie występować[13]
- zatoka skalista górna może nie występować[13]

## Znaczenie kliniczne
Zatoki opony twardej czasami mogą zostać uszkodzone na skutek urazu głowy (na przykład złamanie tylnej ściany zatoki czołowej).  Na skutek rozerwania ścian zatoki mogą powstawać zagrażające życiu krwiaki wewnątrzczaszkowe. Ponadto czasami mogą ulegać one zapaleniu zakrzepowemu, najczęściej będącego skutkiem usznopochodnych lub zatokopochodnych powikłań wewnątrzczaszkowych.